# Gouden Medaille van de Hamer en Sikkel
De Gouden Medaille van de Hamer en Sikkel (Russisch: "Медаль Серп и Молот") werd in 1939 ingesteld om een Held van de Socialistische Arbeid (Russisch: "Герою Социалистического труда"), te kunnen onderscheiden van de andere dragers van de Leninorde. Alle Helden droegen ook de Leninorde maar omgekeerd was dat niet zo.

Ster

De instelling van de Gouden Medaille van de Hamer en Sikkel was een besluit van de Presidium van het Centraal Comité van de Opperste Sovjet.
De nieuwe onderscheiding, de eerste van vele heldenorden in de socialistische landen, was een idee van Jozef Stalin en hij heeft ook zelf aan het ontwerp bijgedragen. Op een bijeenkomst op het Kremlin liet Stalin een aantal figuranten optreden die sterren in verschillende groten droegen. Uiteraard verleende het Praesidium de ster als eerste aan Stalin.
De onderscheiding had veel prestige en de Helden werden overal met voorrang behandeld. Zij bezaten privileges zoals vrij reizen in het Openbaar Vervoer en hogere pensioenen.
Men droeg de kleine gouden ster vrijwel altijd op het revers van een kostuum of op de linkerzijde van een uniform bóven de andere orden en onderscheidingen.